# Sparrow (Schiff, 1470)
Die Sparrow war ein mittelalterliches Schiff, das sich in den Schiffstyp Karacke einordnen lässt und unter englischer Flagge fuhr.
Sie war das erste – somit wegweisende – Schiff nordischer Bauart, das nicht in der damals üblichen nordeuropäischen Klinkerbauweise, sondern in der sich im Mittelmeerraum seinerzeit bewährten Kraweeltechnik verbaut wurde. Dadurch erlangte die neuartige Karacke eine einzigartige Stabilität und war darüber hinaus in der Lage, schwere Kanonen in verhältnismäßig hoher Anzahl an Bord zu führen. Das machte diese Karackenart zu einem prädestinierten Kriegsschiff.
Der Fock- und Großmast waren mit jeweils einem Rahsegel ausgestattet, während der hintere Mast ein Lateinersegel trug.